# The Atlantics

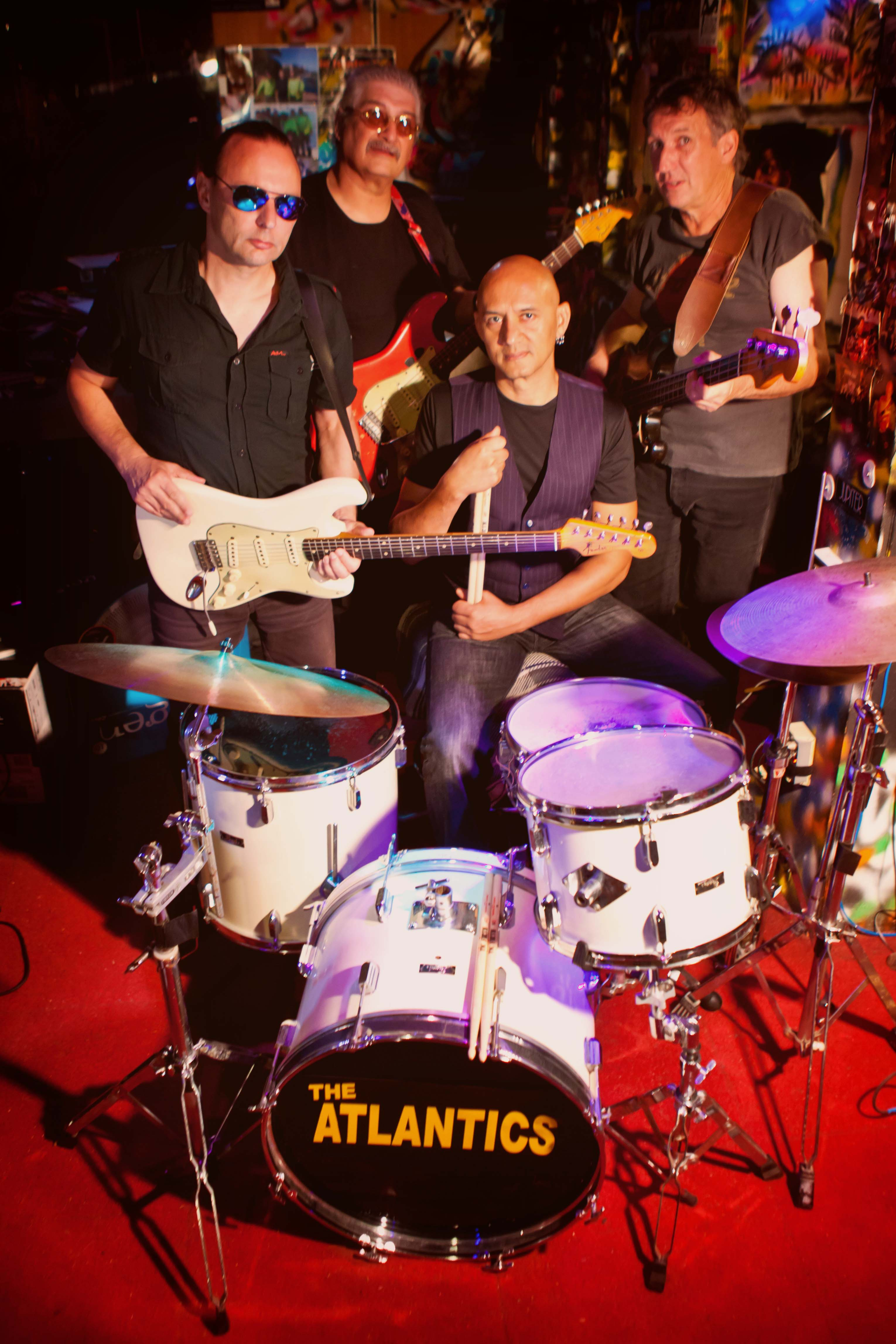
The Atlantics lors de sa tournée 2013.

The Atlantics est un groupe australien de surf music et de garage rock, formé en 1961 à Sydney. 
Auteurs du tube Bombora (n°1 des charts australiens à sa sortie), ils sont considérés comme l'un des premiers grands groupes populaires en Australie, et l'un des meilleurs groupes de surf music de tous les temps. Ils furent aussi l'un des premiers groupes australiens à écrire leurs propres titres. Toujours en activité malgré les multiples changements de formation, le groupe continue à composer depuis 2000, de nouveaux morceaux.

## Membres

### Formation classique d'origine
- Theo Penglis: guitare, claviers (de 1961 à 1970)
- Jim Skiathitis: guitare (depuis 1962)
- Bosco Bosanac: basse (depuis 1961)
- Peter Hood: batterie (depuis 1961)

### Autres membres
- Johnny Rebb: chant (de 1965 à 1970)
- Eddie Matzenik: guitare (de 1961 à 1962)
- Brian Burns: guitare (1985)
- Martin Cilia: guitare (depuis 1989)

## Carrière
Formés en 1961 dans les quartiers sud sur la côte de Sidney, The Atlantics acquièrent rapidement une certaine renommée locale. Affilié à la mode de la surf music en raison de leur nom (même si à l'origine, le choix d'Atlantic se réfère à une marque de distribution de carburant!), le groupe passe dans l'émission New Faces en 1962 et est nommé "groupe le plus prometteur de l'année". Cette distinction leur vaudra de signer un contrat avec CBS Record en 1963. Groupe instrumental comme the Ventures ou the Shadows, les Atlantics se distingue des autres groupes australiens du moment par leurs compositions originales et la présence de deux guitaristes virtuoses, Jim Skiathitis et Theo Penglis. 
En février 1963, ils sortent leur premier single avec en face A ,Moon Man écrit par Peter Hood et en face B,Dark Eyes. En juillet de la même année, ils sortent Bombora, sûrement l'un de leurs plus grands succès, qui atteint en septembre la première place des charts australiens. "Surfant" sur la mode de la "surf music", les Atlantics sortent leur premier album nommé aussi Bombora en octobre 1963.
En 1965, alors que la mode de la surf music s'essouffle, les Atlantics changent de registre (et de look par la même occasion) en intégrant le chanteur Johnny Rebb et en devenant un groupe vocal. Theo  Penglis troque sa guitare contre des claviers et le groupe délaisse les morceaux de surf music pour un garage rock plus âpre, aux influences diverses allant des Byrds au Hard rock  originel de la fin des années 60. De 1965 à 1970, ils enregistrent quelques titres remarquables comme  Come On composé par Peter Hood ou la reprise de Screamin' Jay Hawkins, I Put A Spell On You, sans toutefois renouer avec le succès de Bombora. Ils sont le premier groupe australien à se produire sous leur propre label, Ramrod, créé en 1967.
À partir de 1970, le groupe cesse de se produire régulièrement et les divers membres du groupe se lancent dans des projets personnels. En 1999, les Atlantics se reforment avec trois des membres originaux du groupe (Skiathitis, Bosanac, Hood) et Martin Cilia. Ils ont depuis sorti trois albums, dont The Flight Of The Surf Guitar et sont à l'origine d'un regain d'intérêt pour la surf music en Australie. En 2000, leur titre Bombora a été utilisé pour la cérémonie d'ouverture des Jeux olympiques de Sydney. Le 2 décembre 2006, ils ont fait une prestation live particulièrement remarquée dans Delightful Rain, une émission télévisée sur ABC TV, dans laquelle ils ont interprété Bombora.

## Particularités
- Bombora est le nom que donnent les aborigènes à certaines vagues.

## Discographie

### Singles
- Moon Man/Dark Eyes, 1963, CBS
- Bombora/Greensleeves,1963, CBS
- The Crusher/Hoonetanny Stomp,1963,CBS
- War Of The Worlds/The Bow man, 1964,CBS

### Albums
- Bombora, 1963(LP), 1991(CD)
- Now It's Stomping Time, 1963(LP)
- The Explosive Songs Of The Atlantics, 1964(LP)
- The Atlantics Greatest Hits, 1965
- Rumble and Run, 1965
- Great Surfin' Sounds Of The Atlantics, 1972
- The CBS Singles Collection 1963-1965, 1988
- The Teddy Bear's Picnic Stomp, 1989
- The Atlantics With Johnny Rebb On Vocals, 1993
- The Complete Recording Sessions 1963-1965 Vol.1 et 2, 1994
- Flight Of The Surf Guitar, 2000
- Atlantics, the Next Generation, 2002
- Point Zero, 2003